# Norman George Meyers
Norman George Meyers (* 29. Juni 1930 in Buffalo, New York) ist ein US-amerikanischer Mathematiker, der sich mit Analysis (Partielle Differentialgleichungen, Variationsrechnung) beschäftigt.
Meyers studierte an der University at Buffalo mit dem Bachelor-Abschluss 1952 und an der Indiana University mit dem Master-Abschluss 1954 sowie der Promotion 1957 bei David Gilbarg (Asymptotic behaviour of solutions of linear elliptic differential equations). Danach war er Instructor und ab 1968 Professor an der University of Minnesota in Minneapolis.
Er ist bekannt für den Satz von Meyers-Serrin (mit James Serrin, Proc. Nat. Acad. Sci., 1964).